# مونته‌پارانو
مونته‌پارانو (به ایتالیایی: Monteparano) یک کومونه در ایتالیا است که در استان تارانتو واقع شده‌است.

## خصوصیات
مونته‌پارانو ۳ کیلومترمربع مساحت و ۲٬۴۲۰ نفر جمعیت دارد و ۱۳۵ متر بالاتر از سطح دریا واقع شده‌است.